# Goshen (Nueva York)
Goshen es un pueblo ubicado en el condado de Orange en el estado estadounidense de Nueva York. En el año 2000 tenía una población de 12,913 habitantes y una densidad poblacional de 113.7 personas por km².

## Geografía
Goshen se encuentra ubicado en las coordenadas 41°24′N 74°19′O / 41.400, -74.317. Según la Oficina del Censo, la ciudad tiene un área total de 113,9 km² (44,0 mi²), de la cual 113,6 km² (43,9 mi²) es tierra y 0,3 km² (0,1 mi²) (0.27%) es agua.

## Demografía
Según la Oficina del Censo en 2000 los ingresos medios por hogar en la localidad eran de $60,066, y los ingresos medios por familia eran $71,497. Los hombres tenían unos ingresos medios de $50,768 frente a los $32,648 para las mujeres. La renta per cápita para la localidad era de $24,275. Alrededor del 4.5% de la población estaban por debajo del umbral de pobreza.